# Lacanobia spuleri
Lacanobia spuleri är en fjärilsart som beskrevs av Wnukowsky 1929. Lacanobia spuleri ingår i släktet Lacanobia och familjen nattflyn. Inga underarter finns listade i Catalogue of Life.